# JJ-01
JJ-01 – samochód wyścigowy, zaprojektowany i skonstruowany przez Jacka Jurzaka. Uczestniczył w Wyścigowych Samochodowych Mistrzostwach Polski w latach 80., bez większych sukcesów.

## Historia
Jacek Jurzak był wykładowcą na Politechnice Łódzkiej, a także kierowcą wyścigowym startującym w Formule Polonia. Pod koniec lat 70. postanowił skonstruować własny samochód wyścigowy, opierając się na projektach samochodów Formuły 1, Formuły 2 i Formuły 3. Samochód był budowany w Bielsku-Białej.
Przy budowie nadwozia Jurzak zamiast ramy rurowej zastosował z przodu monokok, a z tyłu ramę o przekroju kwadratowym, przy czym zarówno ta rama, jak i monokok, były nitowane z aluminiowej blachy. Do ramy zamontowano silnik Łada 1300, sprzężony ze skrzynią biegów Škody. Na przednie zawieszenie składały się górne wahacze aluminiowe oraz dolne stalowe, współpracujące z elementami resorującymi – sprężynami śrubowymi i amortyzatorami hydraulicznymi. Tylne zawieszenie stanowiły krótkie wahacze poprzeczne i długie prowadzące. Karoseria była wykonana z laminatów. Charakterystyczny dla samochodu był tylny spojler.
Samochód nie był udaną konstrukcją. W wyścigach Jurzak zadebiutował nim na początku lat 80., startując nim bez sukcesów. Kolejnymi kierowcami od 1986 roku byli Henryk Pineles, Adam Sowa i Cezary Czub, który startował nim do 1990 roku. Później samochód był własnością Hieronima Kochańskiego, Macieja Bogusławskiego i ponownie Sowy.